# Pietro Speciale
Pietro Speciale, född 29 september 1876 i Palermo, död 9 november 1945 i Palermo, var en italiensk fäktare.
Speciale blev olympisk guldmedaljör i florett vid sommarspelen 1920 i Antwerpen.